# Stridsvagn m/42
Stridsvagn m/42 (Strv m/42) – szwedzki czołg średni z okresu II wojny światowej.
Pierwsze egzemplarze pojazdu, produkowanego przez przedsiębiorstwo AB Landsverk, trafiły do armii szwedzkiej pod koniec 1941 roku. Czołgi Strv m/42 pozostawały w służbie do lat 50. XX wieku, kiedy to zostały zastąpione przez brytyjskie czołgi Centurion Mk 3 (Strv 81). Dużą część pojazdów przebudowano na czołgi podstawowe Strv 74.